# Episodi di Eureka (quarta stagione)
La quarta stagione della serie televisiva Eureka è stata trasmessa negli Stati Uniti d'America sul canale Syfy. Come la terza stagione, è stata divisa in due metà, i primi nove episodi sono stati trasmessi dal 9 luglio al 10 settembre 2010. Il 7 dicembre è andato in onda un episodio speciale natalizio, e dall'11 luglio 2011 sono stati trasmessi i restanti episodi, di cui l'ultimo, trasmesso il 6 dicembre 2011, costituisce un nuovo speciale natalizio.
In Italia è trasmessa su AXN Sci-Fi dall'8 novembre 2010 e in prima visione free dal 3 aprile 2012 su Rai 4
| nº | Titolo originale               | Titolo italiano                   | Prima TV USA      | Prima TV Italia  |
| -- | ------------------------------ | --------------------------------- | ----------------- | ---------------- |
| 1  | Founder's Day                  | Il giorno del fondatore           | 9 luglio 2010     | 8 novembre 2010  |
| 2  | A New World                    | Benvenuti nel nuovo mondo         | 16 luglio 2010    | 15 novembre 2010 |
| 3  | All the Rage                   | All'ultimo grido                  | 23 luglio 2010    | 22 novembre 2010 |
| 4  | The Story of O2                | Noi due                           | 30 luglio 2010    | 29 novembre 2010 |
| 5  | Crossing Over                  | Un ospite VIP                     | 6 agosto 2010     | 6 dicembre 2010  |
| 6  | Momstrosity                    | Liberi di amare                   | 13 agosto 2010    | 13 dicembre 2010 |
| 7  | Stoned                         | Corsa contro il tempo             | 20 agosto 2010    | 20 dicembre 2010 |
| 8  | The Ex-Files                   | Chiudere col passato              | 27 agosto 2010    | 27 dicembre 2010 |
| 9  | I'll Be Seeing You             | Io ti vedrò                       | 10 settembre 2010 | 3 gennaio 2011   |
| 10 | O Little Town                  | Quel Natale a Eureka              | 7 dicembre 2010   | 25 dicembre 2011 |
| 11 | Liftoff                        | Nello spazio e ritorno            | 11 luglio 2011    | 5 dicembre 2011  |
| 12 | Reprise                        | Ritornello                        | 18 luglio 2011    | 12 dicembre 2011 |
| 13 | Glimpse                        | Le lenti preveggenti              | 25 luglio 2011    | 19 dicembre 2011 |
| 14 | Up in the Air                  | La banca ha preso il volo         | 1º agosto 2011    | 26 dicembre 2011 |
| 15 | Omega Girls                    | Il virus del sonno                | 8 agosto 2011     | 2 gennaio 2012   |
| 16 | Of Mites and Men               | Eliminate gli acari               | 15 agosto 2011    | 9 gennaio 2012   |
| 17 | Clash of the Titans            | La nebbia di titano               | 22 agosto 2011    | 16 gennaio 2012  |
| 18 | This One Time at Space Camp... | Quella volta al campo spaziale... | 29 agosto 2011    | 23 gennaio 2012  |
| 19 | One Small Step                 | Un piccolo passo                  | 12 settembre 2011 | 30 gennaio 2012  |
| 20 | One Giant Leap                 | Il grande giorno                  | 19 settembre 2011 | 6 febbraio 2012  |
| 21 | Do You See What I See?         | L'apparenza inganna               | 6 dicembre 2011   | 13 febbraio 2013 |

## Il giorno del fondatore
- Titolo originale: Founder's Day
- Diretto da: Matt Hastings
- Scritto da: Jaime Paglia

### Trama
Nel giorno della celebrazione della fondazione di Eureka, Carter, Allison, Henry, Fargo e Jo vengono catapultati nel 1947, quando Eureka era ancora una base militare: la causa è un vecchio macchinario aggiustato da Kevin, che collegandosi alla sua controparte nel passato per mezzo dei telefoni dei protagonisti ha creato un varco temporale. In cerca di un modo per tornare nel presente, il gruppo s'imbatte nel creatore del macchinario, il dottor Trevor Grant, fisico e assistente di Albert Einstein, che accetta di aiutarli. Henry e Fargo riescono a riprogrammare i telefoni per riaprire il varco e il gruppo ritorna nel presente, ma si scopre che il loro viaggio nel passato ha alterato il corso degli eventi: Zane non ha mai avuto una storia con Jo, Henry è sposato con una certa Grace Monroe, Kevin non è più autistico e Tess non è partita per l'Australia e non ha quindi mai lasciato Carter; a coronare il tutto, Trevor Grant ha seguito i protagonisti nel presente.
- Guest Star: Tembi Locke (Grace Monroe), Chris Gauthier (Vincent), Noah Damby (maggiore Ryan).
- Altri interpreti: Trevor Jackson (Kevin Blake), Elias Toufexis (guidatore ferito), Jill Morrison (ausiliaria), Marie West (cantante), Don Hastings (cronista radio), Hamza Adam (soldato), Nickolas Baric (MP #1), Paul Lazenby (MP #2), Eddie Frierson (annunciatore).

## Benvenuti nel nuovo mondo
- Titolo originale: A New World
- Diretto da: Michael Robison
- Scritto da: Bruce Miller

### Trama
Carter, Allison, Henry, Jo e Fargo cercano di adattarsi alla nuova linea temporale creata dal loro viaggio nel passato: Jo è affranta perché prima del salto si era lasciata in malo modo con Zane, che le aveva chiesto di sposarlo ricevendo in cambio un imbarazzante silenzio, mentre Carter non sa come gestire la sua relazione con Tess. Fargo è il direttore della Global Dynamics, mentre Jo è il capo della sicurezza e Allison è il responsabile medico; il vicesceriffo, infine, è Andy, l'androide creato dalla Global nella terza stagione. Carter e Henry decidono di aggiustare il macchinario ponte di Grant per rimandare lo studioso nel passato e rimettere a posto le cose, ma l'apparecchio viene gravemente danneggiato da un sovraccarico di origine sconosciuta. La causa è un generatore di scariche positroniche andato fuori controllo e Carter e Grant riescono a disattivarlo con l'aiuto di Andy, che agisce da parafulmine; il macchinario ponte, però, non può essere riparato, e Carter, Allison, Henry, Jo, Fargo e Grant sono costretti a rimanere nella linea alterata.
- Guest Star: Jaime Ray Newman (Tess Fontana), Tembi Locke (Grace Monroe), Ty Olsson (vicesceriffo Andy), Chris Gauthier (Vincent), Christopher Jacot (Larry Haberman).
- Altri interpreti: Trevor Jackson (Kevin Blake), Stacee Copeland (infermiera), Fiona Vroom (impiegata).

## All'ultimo grido
- Titolo originale: All the Rage
- Diretto da: Mike Rohl
- Scritto da: Bruce Miller

### Trama
Alla Global, un esperimento di soppressione dell'aggressività attraverso un segnale genera una vera e propria epidemia di rabbia che in breve colpisce tutto il personale; gli unici rimasti indenni sono Carter, Tess e Allison, che in quel momento si trovavano fuori dalla portata del segnale. Henry e Grant lavorano ai resti del macchinario per scoprirne possibili utilizzi, ma dopo un test si accorgono che tutto ciò che toccano si disintegra all'istante; alla fine, si scopre che il tutto è uno scherzo di Grace. Tess riesce a riprogrammare il segnale per infondere calma e tutto si conclude per il meglio, ma Fargo capisce che la rabbia del personale era rivolta contro di lui, che nella nuova linea temporale non si è mai dimostrato un buon capo, e si ripromette di essere d'ora in poi migliore. Tess si è accorta che qualcosa non va nella relazione con Carter e quest'ultimo, dopo l'esperienza appena vissuta, trova il coraggio di confessarle di non amarla più; affranta, Tess accetta il lavoro in Australia, come nella linea temporale originale, e lascia Eureka.
- Guest Star: Wil Wheaton (Dr. Isaac Parrish), Jaime Ray Newman (Tess Fontana), Tembi Locke (Grace Monroe), Chris Gauthier (Vincent), Barclay Hope (generale Mansfield).
- Altri interpreti: Benjamin Wilkinson (Dr. Anson), Matthew Thiessen (scienziato #1), Kameron Louangxay (scienziato #2), Chad Bellamy (guardia).

## Noi due
- Titolo originale: The Story of O2
- Diretto da: Colin Ferguson
- Scritto da: Jill Blotevogel

### Trama
Eureka si prepara all'annuale corsa dei razzi, a cui partecipa anche Kevin con un prototipo di propria creazione. Il giorno della gara, poco dopo il lancio dei razzi, l'atmosfera inizia a sovraccaricarsi di ossigeno, causando una serie di incidenti e di episodi di intossicazione; Grant sospetta che la causa sia il propellente usato da Kevin per il proprio razzo, che sprigiona troppa energia per la composizione che dovrebbe avere, ma il ragazzo nega di aver imbrogliato. Nelle ore successive, la situazione peggiora sempre di più e Allison confessa di aver truccato il propellente utilizzando un fluido di terraformazione progettato per arricchire l'atmosfera di ossigeno perché voleva aiutare il figlio a vincere la gara. Alla fine, Kevin trova il modo di bruciare l'ossigeno in eccesso e la città è salva, ma un razzo si schianta sulla casa di Jo, che rimane così senza un tetto. Carter, nel frattempo, fa un'improvvisata a Zoe ad Harvard.
- Guest Star: Jordan Hinson (Zoe Carter), Jamie Kennedy (Dr. Ramsey), Chris Gauthier (Vincent), Christopher Jacot (Larry Haberman), Barclay Hope (generale Mansfield), Adrienne Carter (Pilar), Kavan Smith (vicesceriffo Andy 2.0).
- Altri interpreti: Trevor Jackson (Kevin Blake), Keenan Tracey (Jake), Joel Semande (studente), Christie Stainthorpe (studentessa), Tiara Sorenson (ragazza con l'asciugamano).

## Un ospite VIP
- Titolo originale: Crossing Over
- Diretto da: Michael Robison
- Scritto da: Paula Yoo

### Trama
Carter ospita Jo, rimasta senza casa in seguito all'incidente con il razzo, e nel frattempo è geloso perché tra Allison e Grant sembra esserci molta simpatia; Henry, da parte sua, inizia a provare qualcosa per Grace e vorrebbe confessarle la verità. Claudia Donovan è in visita ad Eureka su invito di Fargo per aggiornare alcuni computer della Global Dynamics, ma improvvisamente cominciano a materializzarsi oggetti provenienti dal 1947; la causa sono alcuni esperimenti di Henry e Grant sul macchinario che accidentalmente ne hanno riattivato il nucleo, riaprendo il varco temporale, e se la connessione non verrà interrotta al più presto, passato e presente collasseranno. Il varco è alimentato da Grant stesso, che provenendo dal passato costituisce una sorta di ponte, e Henry e Allison trovano il modo di interrompere il contatto, salvando la situazione. 
- Guest Star: Allison Scagliotti (Claudia Donovan), Tembi Locke (Grace Monroe), Chris Gauthier (Vincent).
- Altri interpreti: Olivia Cheng (Dr. Lisa Wheeler).

## Liberi di amare
- Titolo originale: Momstrosity
- Diretto da: Michael Rohl
- Scritto da: Terri Hughes Burton, Ron Milbauer

### Trama
Le intelligenze artificiali di Eureka iniziano a manifestare sentimenti, che interferiscono con la loro programmazione, con conseguenze imprevedibili. Jo scopre che tutto è partito da Andy, infettato da S.A.R.A. con una subroutine che gli ha donato la capacità di amare e che si è diffusa come un virus. Pentita, S.A.R.A. confessa di averlo fatto perché si sente sola e di aver creato la subroutine copiando il programma di Emo, un tenero robottino creato per scopi pedagogici. Una delle intelligenze artificiali infette, Tiny, un rover progettato per l'esplorazione di Titano, va fuori controllo e rischia di distruggere la città, e Carter riesce a calmarla grazie ad Emo e facendo leva sull'istinto materno creato in lei dalla subroutine. Henry, incapace di portare ancora avanti la finzione, confessa a Grace la verità.
- Guest Star: Tembi Locke (Grace Monroe), Kavan Smith (vicesceriffo Andy 2.0), Chris Gauthier (Vincent), Christopher Jacot (Larry Haberman).
- Altri interpreti: Trevor Jackson (Kevin Blake), Wesley Salter (tecnico), Norm Misura (cliente arrabbiato).

## Corsa contro il tempo
- Titolo originale: Stoned
- Diretto da: Joe Morton
- Scritto da: Eric Wallace

### Trama
Zoe torna brevemente ad Eureka e rivela di avere un nuovo interesse amoroso, che con costernazione di Carter e soprattutto di Jo si rivela essere Zane. Henry, intanto, corteggia Grace e Carter trova finalmente il coraggio di chiedere un appuntamento ad Allison, che tuttavia fraintende e crede si tratti di un incontro di lavoro. Fargo e Jo devono evitare che il governo scopra la vera identità di Grant e chiedono aiuto a Zane, che inizia a sospettare qualcosa. Derek Thurgood, archeologo della Global Dynamics, rimane pietrificato a causa di una sostanza fossilizzante da lui ideata con cui intendeva falsificare dei resti; in breve, anche tutti coloro che sono stati esposti alla sostanza iniziano a fossilizzare, inclusa Zoe, ma Allison riesce a trovare una cura. Risolto il problema, Carter e Allison si chiariscono e si baciano, mentre Grant viene contattato da Beverly Barlowe.
- Guest Star: Jordan Hinson (Zoe Carter), Tembi Locke (Grace Monroe), Chris Gauthier (Vincent), Christopher Jacot (Larry Leberman), Keegan Connor Tracy (Dr. Vicelli), John Reardon (Dr. Derek Thurgood), Stephanie Belding (Dr. Tanya Zimmer).
- Altri interpreti: Debrah Farentino (Beverly Barlowe), Dalias Blake (operaio #1), Jerry Rector (operaio #2).

## Chiudere con il passato
- Titolo originale: The Ex-Files
- Diretto da: Chris Fisher
- Scritto da: Amy Berg

### Trama
Eureka è colpita da una serie di ondate di vibrazioni soniche, una delle quali causa la comparsa di allucinazioni ai protagonisti: Carter vede Stark, Allison è perseguitata da Tess, Jo vede lo Zane della vecchia linea temporale e Fargo è alle prese con una compagna di scuola delle elementari. Le proiezioni rappresentano questioni irrisolte che Carter e gli altri dovranno superare per sbarazzarsene; Jo, per liberarsi della visione di Zane, gli restituisce l'anello che le aveva dato nella vecchia linea temporale, ma scopre con orrore di trovarsi davanti il vero Zane. Anche Grant ha un'allucinazione, nel suo caso un militare che si scopre essere Adam Barlowe, padre di Beverly e fondatore assieme a lui di quello che sarebbe diventato il Consorzio. Grant, contrario all'uso militare delle scoperte scientifiche, accetta di aiutare Beverly sabotando un'arma ad impulsi elettromagnetici, ma si scopre che il Consorzio intende in realtà rubare l'arma e le onde soniche sono soltanto un diversivo; quando Carter e Allison lo scoprono, è ormai troppo tardi. Furioso, Grant affronta Beverly, che gli spiega che l'obiettivo era la fonte energetica dell'arma, con la quale il Consorzio ha ricreato il macchinario ponte: il piano è rimandare Grant nel passato e usare le conoscenze ora in suo possesso per controllare il progresso scientifico.
- Guest Star: Ed Quinn (Nathan Stark), Jordan Hinson (Zoe Carter), Jaime Ray Newman (Tess Fontana), Tembi Locke (Grace Monroe), Debrah Farentino (Beverly Barlowe), Kavan Smith (vicesceriffo Andy 2.0), Chris Gauthier (Vincent), Barclay Hope (generale Mansfield).
- Altri interpreti: Elias Toufexis (Adam Barlowe), Bella King (Jessica Lansky), Harrison Xu (ragazzino).

## Io ti vedrò
- Titolo originale: I'll Be Seeing You
- Diretto da: Michael Robison
- Scritto da: Jaime Paglia

### Trama
Carter e Allison si sono ufficialmente messi insieme. La Global prosegue le ricerche dell'arma rubata dal Consorzio; Carter e Jo esaminano i dossier di Grant, scoprendo il suo legame con Adam Barlowe e quindi con Beverly, mentre Henry e Allison trovano il covo dell'organizzazione. Allison rimane uccisa dall'onda d'urto provocata dall'attivazione del macchinario ponte, e Carter segue Grant nel 1947 per tentare di salvarla. Messo al corrente della morte di Allison, Grant si pente e decide di aiutare Carter. Alla fine, Carter riesce ad informare il futuro se stesso di ciò che accadrà ad Allison lasciando una registrazione nei dossier di Grant, che lui e Jo controlleranno nel 2010; Carter riesce così a scongiurare l'attivazione del macchinario ponte e a salvare Allison. Tornati nel presente, Grant si scusa per ciò che ha fatto e decide di lasciare Eureka. Beverly è riuscita a fuggire e ha già in mente una nuova pedina per i propri piani: Allison.
- Guest Star: Jordan Hinson (Zoe Carter), Debrah Farentino (Beverly Barlowe), Kavan Smith (vicesceriffo Andy 2.0), Noah Danby (maggiore Ryan).
- Altri interpreti: Elias Toufexis (Adam Barlowe), Michelle Harrison (Lily Hughs), Paul Lazenby (poliziotto militare), Marie West (cantante), Philip Mitchell (soldato #1), Hamza Adam (soldato #2), Finn Michael (scienziato).

## Quel Natale a Eureka
- Titolo originale: O Little Town...
- Diretto da: Matthew Hastings
- Scritto da: Eric Tuchman

### Trama
L'episodio è uno speciale natalizio. I bambini di Eureka si annoiano, e Carter racconta loro la storia di un Natale molto particolare, in cui un malfunzionamento dello scudo elettromagnetico che protegge Eureka intrappola gli abitanti e l'utilizzo di un dispositivo per rimpicciolire gli oggetti provoca il restringimento della città.
- Guest Star: Matt Frewer (Jim Taggart), Jordan Hinson (Zoe Carter), Chris Parnell (Dr. Noah Drummer), Chris Gauthier (Vincent), Trevor Jackson (Kevin Blake).
- Altri interpreti: Alex Ferris (ragazzino), Ava Hughes (ragazzina), Kathryn Kirkpatrick (paziente), Raugi Yu (tecnico della Global Dynamics), Alex Hospes (ragazzino che mangia i biscotti).

## Nello spazio e ritorno
- Titolo originale: Liftoff
- Diretto da: Mike Rohl
- Scritto da: Jaime Paglia, Bruce Miller

### Trama
Jo continua ad evitare Zane, che ormai ha capito che tra loro c'è stato qualcosa e la assilla per avere spiegazioni; Andy, invece, porta avanti con S.A.R.A. una relazione che si rivela complicata esattamente come quelle umane. Fargo vuole testare l'FTL, un motore a curvatura progettato per i viaggi spaziali; accidentalmente, però, rimane chiuso assieme a Zane nella navicella per il test e i due vengono spediti nello spazio. Dopo aver evitato per un pelo una collisione con la Stazione spaziale internazionale, Fargo riesce a programmare l'FTL per riportare la navicella sulla Terra e a comunicare con Henry, che assieme a Grace sistema il ricevitore usato dal clone di Kim nella terza stagione: Fargo e Zane riescono così ad atterrare sani e salvi. A incidente sistemato, Fargo viene convocato a Washington dal Dipartimento della Difesa per rispondere dell'accaduto.
- Guest Star: Kavan Smith (vicesceriffo Andy 2.0), Ming-Na Wen (senatrice Michaela Wen), Tembi Locke (Grace Monroe), Chris Gauthier (Vincent), Christopher Jacot (Larry Haberman).
- Altri interpreti: Debbie Timus (ufficiale).

## Ritornello
- Titolo originale: Reprise
- Diretto da: Matt Hastings
- Scritto da: Amy Berg

### Trama
L'astrofisica Holly Marten viene mandata ad Eureka per un'inchiesta sull'incidente del motore FTL. Poco dopo il suo arrivo, i cittadini iniziano ad agire in modo strano; Carter scopre che la causa è una sorta di virus informatico che ha infettato il jukebox del Café Diem e che induce tutti coloro che ne ascoltano le canzoni a comportarsi secondo i testi. Henry e Grace, sotto l'influsso di una delle canzoni, creano un campo di stasi temporale che minaccia d'inglobare l'intera città; Carter cerca di spegnere il generatore, ma rimane bloccato nel campo di stasi nel tentativo di sfuggire a Jo, in trance dopo aver ascoltato I Shot the Sheriff di Bob Marley, e la situazione viene salvata per il rotto della cuffia da Kevin. Holly, che si scopre aver accidentalmente infettato il jukebox con un programma di neurolinguistica da lei usato per combattere l'ansia, aiuta a riportare tutti alla normalità e a cose risolte rivela che il vero motivo della sua presenza ad Eureka è approvare un progetto per una missione spaziale su Titano che richiederà proprio il motore FTL. Allison, fuori città per un convegno, aiuta una ragazza e il padre rimasti vittima di un incidente stradale. Si tratta però di un'illusione: i due, infatti, sono Beverly Barlowe e un complice e hanno architettato tutto per impiantare un dispositivo nel cervello di Allison, che ritorna a Eureka completamente ignara dell'accaduto.
- Guest star: Felicia Day (Holly Marten), Tembi Locke (Grace Monroe), Kavan Smith (vicesceriffo Andy 2.0), Trevor Jackson (Kevin Blake), Chris Gautier (Vincent), Christopher Jacot (Larry Haberman), Cameron Bancroft (padre).
- Altri interpreti: Debrah Farentino (Beverly Barlowe), Marie Avgeropoulos (Bonnie), Aubrey Tennant (uomo dei palloncini).

## Le lenti preveggenti
- Titolo originale: Glimpse
- Diretto da: Michael Robison
- Scritto da: Ed Fowler

### Trama
Fargo e Holly devono esaminare i candidati per la missione spaziale verso Titano, battezzata "Astraeus"; Holly esorta Allison a prendere parte alla missione come medico di bordo, ma Allison rifiuta per non separarsi da Carter e dai figli. Zane fa indossare a Carter e Jo delle speciali lenti a contatto che consentono di prevedere qualsiasi minaccia alla sicurezza; dopo un inizio tranquillo, le lenti prevedono un disastro che costerà la vita a Zane e che si rivela essere l'onda d'urto di una devastante esplosione che spazzerà via l'intera Eureka. La catastrofe sarà provocata dal surriscaldamento del reattore che alimenta il sistema delle lenti, e Carter, Zane e Jo riescono ad impedirla raffreddando il reattore con un fluido speciale messo a punto dal dottor Parrish, uno dei candidati; l'esperienza contribuisce a riavvicinare Jo e Zane, che ricominciano la loro relazione. Henry mostra a Carter le ultime registrazioni recuperate dalle lenti: il sistema indica che Allison è una minaccia.
- Guest Star: Wil Wheaton (Dr. Isaac Parrish), Felicia Day (Holly Marten), Stan Lee (Dr. Lee), Chris Gauthier (Vincent), Donovan Stinson (Dr. Max Dillon).
- Altri interpreti: Graeme Duffy (Dr. Norman Gregor), Fane Tse (candidato #1), Jackie Gonneau (voce del computer).

#### Curiosità
- Nell'episodio compare Stan Lee nei panni di uno degli scienziati candidati alla missione Astreus. Quando Fargo lo scarta, Lee gli risponde con la frase Non farmi arrabbiare. Non ti farebbe piacere se mi arrabbiassi. Si tratta di una citazione del personaggio di Hulk.

## La banca ha preso il volo
- Titolo originale: Up in the Air
- Diretto da: Alexandra La Roche
- Scritto da: Kira Snyder

### Trama
Jo si occupa dell'addestramento dei candidati per la missione Astraeus, tra i quali ci sono anche Henry, Grace e Zane, ma non sa come dire a Zane che a causa dei suoi precedenti penali non potrà comunque entrare nel programma. Zane lo scopre comunque, ma non se la prende ed esorta Jo a candidarsi per la missione al posto suo. La banca di Eureka si volatilizza senza lasciare traccia; si scopre che l'origine è una perturbazione del campo gravitazionale che provoca perdita di massa e che in breve farà fluttuare l'intera città. La causa è un disgregatore di campo custodito presso la banca che si è attivato accidentalmente a contatto con un campione di antimateria; Jack, guidato da Henry, Fargo e Holly, riesce a raggiungere la banca e a separare il disgregatore dall'antimateria, riportando tutto alla normalità. Allison soffre di vuoti di memoria e si sottopone a delle analisi, scoprendo l'impianto neurale, ma non può rivelarlo a nessuno; Beverly, infatti, la manipola a distanza tramite l'impianto, che si rivela quindi un dispositivo di controllo mentale.
- Guest Star: Wil Wheaton (Dr. Isaac Parrish), Felicia Day (Holly Marten), Tembi Locke (Grace Monroe), Kavan Smith (vicesceriffo Andy 2.0), Debrah Farentino (Beverly Barlowe), Trevor Jackson (Kevin Blake), Chris Gauthier (Vincent).
- Altri interpreti: Darren Dolynski (Dr. Boyle), Alex Ferris (ragazzino in strada), Maxwell Boateng (infermiere), Paula Lindberg (tecnico #1).

## Il virus del sonno
- Titolo originale: Omega Girls
- Diretto da: Salli Richardson-Whitfield
- Scritto da: Eric Wallace, Jaime Paglia

### Trama
Beverly controlla Allison per rubare i segreti della Global Dynamics e approfitta della nomina di Allison a direttore ad interim, voluta per consentire a Fargo di prendere parte alle selezioni per Astraeus. Carter si accorge che qualcosa non va e indaga con l'aiuto di Henry e Zane, scoprendo che Allison è manipolata; riesce a catturarla, ma Beverly si libera diffondendo un virus che fa addormentare l'intera città. Le uniche rimaste sveglie sono Jo e Zoe, rientrata a Eureka per il weekend; Jo impedisce a Beverly di inserirsi nel mainframe della Global e riesce a liberare Allison dal dispositivo di controllo mentre Zoe mette a punto una cura contro il virus. A cose risolte, Zoe, che aveva preso molto male la scoperta che Jo e Zane stanno insieme, si chiarisce con Jo e Carter mette al corrente la figlia della linea temporale alternativa.
- Guest Star: Jordan Hinson (Zoe Carter), Ming-Na Wen (senatrice Michaela Wen), Debrah Farentino (Beverly Barlowe), Martin Cummins (Dekker).
- Altri interpreti: Rocky Anderson (pilota), Paula Lindberg (tecnico #1), Pablo Silveira (tecnico #2), Jackie Gonneau (voce del computer).

## Eliminate gli acari
- Titolo originale: Of Mites and Men
- Diretto da: Mike Rohl
- Scritto da: Terri Hughes Burton, Ron Milbauer

### Trama
Allison è stata sospesa per ragioni precauzionali e il suo posto è stato preso dalla senatrice Michaela Wen. Jo, Fargo, Holly e il dottor Parrish vengono isolati per un test di resistenza psicologica e Zane viene inserito nel gruppo come elemento di disturbo; Jo, però, scopre che Zane ha alterato i risultati di un suo esame precedente per farla ammettere. Henry scopre di avere un difetto cardiaco che lo escluderà dalla selezione; il problema può essere corretto con una procedura chirurgica che però è molto rischiosa, e Henry decide di rinunciare per amore di Grace. Uno sciame di acari robotici programmati per assemblare la navicella Astraeus inizia a fagocitare la Global; Carter riesce a disattivarli con un impulso elettromagnetico e grazie all'aiuto dei candidati in isolamento e alle indicazioni di Allison, che ottiene così di essere reintegrata. Zane, che ha contribuito ad eliminare gli acari, viene ufficialmente graziato e incluso tra i candidati per Astraeus.
- Guest Star: Wil Wheaton (Dr. Isaac Parrish), Ming-Na Wen (senatrice Michaela Wen), Felicia Day (Holly Marten), Tembi Locke (Grace Monroe), Kavan Smith (vicesceriffo Andy 2.0), Chris Gauthier (Vincent), Christopher Jacot (Larry Haberman), Ellie Harvie (Dr. Sanagustin), Benjamin Ratner (Dr. Fung), Peter Kelamis (Dr. Mark Timmons).
- Altri interpreti: Blaine Anderson (candidato), Tina Milo Milivojevic (scienziato #1), Todd Mason (scienziato #2).

## La nebbia di Titano
- Titolo originale: Clash of the Titans
- Diretto da: Michael Robison
- Scritto da: Paula Yoo, Eric Tuchman

### Trama
Carter e Allison devono vedersela con Hughes, un ispettore della Difesa incaricato di valutare la loro relazione. Nel frattempo, Fargo e Holly sono attratti l'una dall'altro, Henry e Grace decidono di risposarsi e Jo è in crisi perché Zane, ora che ha ricevuto la grazia, sta pensando di lasciare Eureka. Una simulazione dell'ambiente di Titano libera accidentalmente nell'aria campioni di metano, etano e ammoniaca che generano una nebbia tossica: l'atmosfera terrestre si trasforma in quella di Titano. Seguendo un'intuizione di Carter, Fargo e Holly deviano la nebbia ad un vivaio dove le piante assorbono la nube, detossificando l'atmosfera e riportando tutto alla normalità. Risolto il problema, Fargo e Holly decidono di prendersi del tempo per conoscersi ed Henry e Grace possono finalmente sposarsi. Concluso l'esame, Hughes notifica a Carter e Allison che la loro relazione è chiaramente una cosa seria e proprio per questo non verrà approvata: se vorranno continuare a stare insieme, dovranno dimettersi.
- Guest Star: Wallace Shawn (Dr. Warren Hughes), Felicia Day (Holly Marten), Tembi Locke (Grace Monroe), Chris Gauthier (Vincent), Kim Poirier (Dr. Maria Leonardo), Andrew McNee (Huggins).
- Altri interpreti: Natalie Gibson (donna spaventata).

#### Curiosità
- In una scena, Henry spiega a Jack che la nube tossica, che nell'episodio è color arancio, è composta principalmente da etano; l'etano, tuttavia, è incolore e inodore e non è tossico a temperatura ambiente.

## Quella volta al campo spaziale
- Titolo originale: This One Time at Space Camp...
- Diretto da: Andrew Seklir
- Scritto da: Amy Berg

### Trama
Jo, Zane, Fargo, Holly e Parrish affrontano il colloquio finale per l'ammissione ad Astraeus. Carter e Allison hanno presentato ricorso contro l'ordine di Hughes, ma è Hughes stesso, appena promosso, a presentarsi ad Eureka per discutere il caso; per l'esame, Carter e Allison devono registrare i loro ricordi attraverso un lettore corticale che permetterà a Hughes di visionarli. A causa di una scossa elettrica verificatasi mentre maneggiava uno dei lettori, Hughes viene letteralmente sopraffatto dai ricordi di Carter e li rivive, rischiando di impazzire; per salvarlo, Henry e Grace sono costretti a provocargli un'amnesia che ha l'imprevisto quanto provvidenziale effetto di fargli cambiare idea su Carter e Allison, che possono così continuare a stare insieme. La commissione rende noti i nomi di coloro che prenderanno parte ad Astraeus: Zane, Fargo, Grace e Holly hanno superato la selezione, Parrish è stato respinto e Jo si è ritirata perché si è resa conto di essersi candidata solo per Zane.
- Guest Star: Wallace Shawn (Dr. Warren Hughes), Wil Wheaton (Dr. Isaac Parrish), Ming-Na Wen (senatrice Michaela Wen), Felicia Day (Holly Marten), Tembi Locke (Grace Monroe), Aaron Douglas (Dr. Ray Darlton), Chris Gauthier (Vincent), Quinn Lord (Zane da bambino), Burke Jurjaks (Fargo da bambino), Nicholas Elia (Isaac Parrish da bambino).
- Altri interpreti: Tammy Hui (insegnante), Kevin Mundy (guardia), Jonathan Potts (Dr. Curtis Ward), Jessica Gonzales (Jo da bambina), Nico Cortez (padre di Jo), Nico McEown (Rico), Peter Bundic (Eddie), Alexander Kambolis (Juan), Michelle Creber (Prodi Procioni #1), Michael Choi (Possenti Opossum #1), Tessamay Hartley (Possenti Opossum #2), Alyssia Ellis (Possenti Opossum #3).

## Un piccolo passo
- Titolo originale: One Small Step...
- Diretto da: Michael Robison
- Scritto da: Bruce Miller

### Trama
Una delle mucche del dottor Welke, parassitologo e membro dell'equipaggio di Astraeus, viene ritrovata liquefatta; inizialmente Carter pensa ad un sabotaggio da parte di un candidato respinto, ma si scopre che la causa è il guano acido prodotto da alcuni pipistrelli geneticamente modificati. A causa di un malfunzionamento del motore FTL provocato dal guano, Andy viene teletrasportato su Titano; Carter, Henry e gli altri lottano contro il tempo per salvarlo prima che l'atmosfera ostile del satellite lo danneggi irreparabilmente. Jo rivede Taggart per la prima volta da quando la linea temporale è stata modificata, scoprendo che nella nuova realtà Taggart le aveva chiesto di sposarlo. Zane è arrabbiato con Jo perché ha rinunciato alla missione, ma dopo una chiacchierata con Fargo capisce di aver semplicemente paura che Jo non vorrà aspettarlo, e si chiarisce con lei.
- Guest Star: Matt Frewer (Jim Taggart), Wil Wheaton (Dr. Isaac Parrish), Felicia Day (Holly Marten), Tembi Locke (Grace Monroe), Kavan Smith (vicesceriffo Andy 2.0), Chris Gauthier (Vincent).
- Altri interpreti: Luke Camilleri (Dr. Welke), Wesley Salter (tecnico), Jackie Gonneau (voce del computer).

## Il grande giorno
- Titolo originale: One Giant Leap...
- Diretto da: Matthew Hastings
- Scritto da: Jaime Paglia

### Trama
È arrivato il giorno del lancio dell'Astraeus. Mentre alla Global tutti sono impegnati negli ultimi preparativi, un dispositivo di raccolta energetica creato dall'eccentrico dottor Plotkin, combinato ad una perdita del motore FTL dell'Astraeus, provoca accidentalmente la comparsa di buchi neri su Eureka. Un maldestro tentativo di Plotkin di circoscrivere le singolarità porta alla formazione di un unico, enorme buco nero che in breve risucchierà l'intera Eureka; Carter, guidato da Allison e Plotkin, riesce a dissolverlo sparando al suo interno una bomba ad antimateria. Risolto il problema, Jo, dopo aver riflettuto a lungo, decide di lasciare Eureka per trovare la propria strada e capire cosa vuole davvero. L'Astraeus può finalmente partire, ma qualcuno s'inserisce nel computer, anticipando il lancio e modificando la rotta; Allison, in quel momento a bordo per gli ultimi controlli, viene lanciata nello spazio assieme all'Astraeus, scomparendo. 
- Guest Star: Dave Fowley (Dr. Plotkin), Wil Wheaton (Dr. Isaac Parrish), Matt Frewer (Jim Taggart), Ming-Na Wen (senatrice Michaela Wen), Felicia Day (Holly Marten), Tembi Locke (Grace Monroe), Chris Gauthier (Vincent), Trevor Jackson (Kevin Blake).
- Altri interpreti: Wesley Salter (tecnico), Leo Chiang (guardia della sezione 5), Dan Clarke (finto presidente), Jackie Gonneau (voce originale del computer), Rif Hutton (voce originale del computer di Astraeus).

## Le apparenze ingannano
- Titolo originale: Do You See What I See
- Diretto da: Matthew Hastings
- Scritto da: Amy Berg, Eric Tuchman

### Trama
L'episodio è uno speciale natalizio narrato dalla voce fuori campo di S.A.R.A. È Natale, e una misteriosa onda luminosa colorata investe Eureka, trasformando la città e i suoi abitanti in cartoni animati: la causa è un generatore di fotoni che ha interagito con un libro di fiabe interattivo di Jenna, rendendolo capace di manipolare la realtà. Gli unici rimasti inalterati sono Zoe, Kevin e Jenna, i quali, del tutto ignari, utilizzano il libro, dando luogo a situazioni esilaranti, tra cui la trasformazione dei protagonisti in vari stili animati, inclusi Simpson, South Park, Peanuts e Scooby Doo. Alla fine, Carter e gli altri riescono a riportare tutto alla normalità e finalmente possono festeggiare il Natale.
- Guest Star: Matt Frewer (Jim Taggart), Jordan Hinson (Zoe Carter), Trevor Jackson (Kevin Blake), Kavan Smith (vicesceriffo Andy 2.0), Chris Gauthier (Vincent), Chris Parnell (Dr. Noah Drummer), Jim Parsons (voce originale di Carl, la jeep), Edward James Olmos (voce originale di Rudy, il cane).
- Altri interpreti: Nevaeh Kidd (Jenna Blake).

## Curiosità
- Nell'episodio 05 è stato realizzato un crossover con la serie tv Warehouse 13, con la presenza di Allison Scagliotti, interprete di Claudia Donovan in Warehouse 13.[1]
- Nell'episodio 07 Zein Donovan cita, tra i progetti del Dipartimento della Difesa, il 'Progetto TARDIS', che rimanda alla cabina del Dottor Who.
- Nell'episodio 13 partecipa come guest star Stan Lee, che interpreta un candidato per la missione Astraeus. All'osservazione di Fargo sui lavori del gruppo diretto da Lee (effetti dei raggi gamma), lui risponde che "...hanno prodotto alcuni risultati sorprendenti", alludendo a Hulk.